# Овстуг
Овстуг — село у Жуківському районі Брянської області, адміністративний центр Овстузького сільського поселення.

## Історія
Вперше згадується у 1610 році як велике існуюче село, землі якого належать кільком власникам (М'ясоїдовим, Вепрейським, Безобразовим, Деревніним, Лодиженським та ін.); з XVIII століття — також Бахтіним та іншим поміщикам. Із середини XVIII століття — садиба Тютчевих.
Парафія церкви Параскеви П'ятниці згадується з початку XVII століття (дерев'яна будівля існувала до початку XX століття; не збереглася); у 1776 році була побудована кам'яна Успенська церква (зруйнована у роки Великої Вітчизняної війни; відновлена у 2003).
У XVII-XVIII ст. село входило до складу Підгородного табору Брянського повіту; з 1861 по 1929 — адміністративний центр Овстузької волості Брянського (з 1921 — Бежицького) повіту. У 1871 році дочкою Ф. І. Тютчева — М. Ф. Бірильової — була влаштована сільська школа, а наприкінці XIX століття в селі було відкрито перше у повіті двокласне училище.
З 1929 року входить до Жуківського району.

## Населення
| 1866 | 1878 | 1897  | 1926  | 1979 | 1989 | 2002 |
| ---- | ---- | ----- | ----- | ---- | ---- | ---- |
| 670  | ↗821 | ↗1069 | ↗1173 | ↘682 | ↗779 | ↗782 |
| 2010 | 2013 |       |       |      |      |      |
| ↘729 | ↗734 |       |       |      |      |      |

## Відомі люди
Народилися
Тютчев Федір Іванович (1803—1873) — російський дипломат, пропагандист, публіцист і поет.